# Trinotoperla comprimata
Trinotoperla comprimata är en bäcksländeart som beskrevs av Hynes 1982. Trinotoperla comprimata ingår i släktet Trinotoperla och familjen Gripopterygidae. Inga underarter finns listade i Catalogue of Life.